# تحتمس الأول

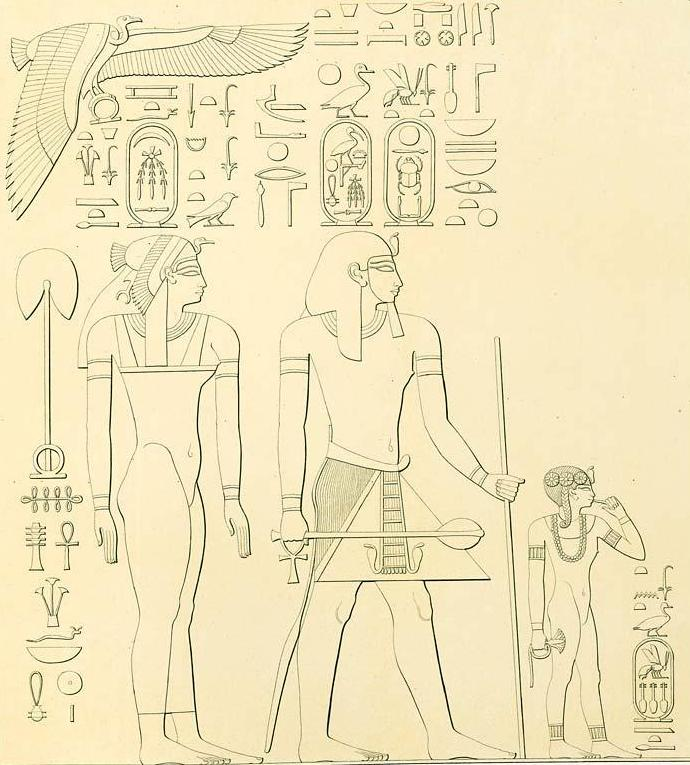
الملك تحتمس الأول وخلفه الملكة أحمس ,وأمامهما ابنتهما نفروبيتي.

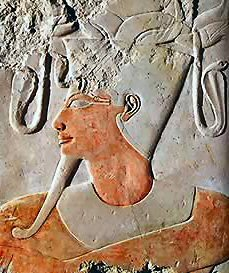
نقش يمثل تحتمس الاول

تحتمس الأول أو تحوتمس الأول الفرعون الثالث خلال الأسرة الثامنة عشر. اعتلى العرش وهو قد جاوز الأربعين من عمره بعد وفاة الفرعون أمنحتب الأول. خلال فترة حكمه، كان يقوم بحملات في عمق بلاد الشام والنوبة، ودفع حدود مصر إلى أبعد من أي وقت مضى. بنى أيضًا العديد من المعابد في مصر وبنى لنفسه مقبرة في وادي الملوك، فهو أول من قرر ألا يدفن في هرم أو ما شابه، وفضل أن يدفن في مكان بعيد (ربمَّا يكون أمنحتب قد سبقه في ذلك). خلفه إبنه تحتمس الثاني، وشقيقته حتشبسوت التي شاركت تحتمس الثاني في الحكم لفترة. تؤرخ لحقبته عمومًا 1506-1493 ق.م، ولكن هناك أقلية من العلماء يعتقدون بأن الملاحظات الفلكية المستخدمة لحساب الخط الزمني من السجلات المصرية القديمة في عهد تحتمس الأول من مدينة ممفيس وليس من طيبة، وترجح أن حكمه كان في الفترة من 1526 ق.م إلى 1513 ق.م.

## سُلالته
يُعتقد أن والد تحتمس هو أمنحتب الأول. والدته سنسنب، من أبوين خارج العائلة المالكة وربما كانت الزوجة غير الرئيسية أو السُّرية. أحمس، التي حملت لقب الزوجة الملكية (ملكة) لتحتمس، ربمَّا كانت ابنة أحمس الأول وأخت أمنحتب الأول؛ ومع ذلك، لم تكن تلقب أبدًا تحت سمى «ابنة الملك»، لذلك هناك بعض الشك حول هذا الموضوع، ويعتقد بعض المؤرخين أنها كانت أخت تحتمس. وعلى افتراض أنها كانت مُنْتَسِبه لأمنحتب، فإن زواجها من تحتمس كان من أجل ضمان وراثة العرش. لكن، لن يكون هذا هو الحال لسببين. أولًا، مبنى أمنحتب في الكرنك يشرك اسم أمنحتب مع اسم تحتمس أيضًا وكان ذلك قبل وفاة أمنحتب. ثانيًا، أول أبناء تحتمس من أحمس، آمون مس، على ما يبدو أنه ولد قبل فترة طويلة من تتويج تحتمس. ويمكن ملاحظته على اللوحة التذكارية من العام الرابع له في الحكم يصطاد بالقرب من ممفيس، وأصبح «قائد جيش والده» في وقت ما قبل وفاته، والذي قد لا يتجاوز وفاة تحتمس في العام الثاني عشر له في الحكم. كان لتحتمس من الملكة أحمس ابن آخر، واج مس، وابنتان، حتشبسوت ونفروبتي. توفي واج مس قبل والده، وتوفيت نفروبتي وهي رضيعه. كان لتحتمس ابن واحد من الزوجة الأخرى، موت نفرت. خلفه هذا الابن وعرف باسم تحتمس الثاني، الذي زوجه تحتمس الأول من ابنته، حتشبسوت. سجلت حتشبسوت لاحقًا أن تحتمس ولى العرش إلى كل من تحتمس الثاني وحتشبسوت. ويعتبر هذا دعاية من قبل أنصار حتشبسوت لإضفاء الشرعية على أحقّيتها بالعرش عندما تولت السلطة لاحقًا.

## تأريخ حقبته
سُجل شروق نجمي لنجم سيريوس إبان فترة حُكم سلف تحوتمس، أمنمحتب الأول، والذي أورخ له بـ1517 ق.م، وبفرض أنها لوحظت في طيبة. في عام وفاة أمنحتب تويج تحتمس كفرعون، ويمكن أن يكون ذلك بسبب نسبه للفرعون المتوفي، ويؤرخ لذلك معظم الباحثين بعام 1506 ق.م. بالرغم من ذلك، لو كانت الملاحظة بمنف أو أون، كما يرجع لذلك اقلية من الباحثين لتوج تحتمس في 1526 ق.م. سجل مانيتون أن حقبة تحتمس استمرت 12 عام و9 شهور (أو 3 سنوات). دُعمت هذه البيانات بنقشين مؤرخين من العام الثامن أو التاسع من عهده موضوعه خرطوشة وجدت منقوشه على كتلة حجرية في الكرنك. طبقًا لذلك، عادة ما يؤرخ العلماء لعهد تحتمس من 1506 ق.م إلى 1493 ق.م في التسلسل الزمني المنخفض، ولكن أقلية من العلماء تؤرخ له من 1526 ق.م إلى 1513 ق.م.

## الإنجازات العسكرية

امتداد الإمبراطورية المصرية خلال القرن 15 ق.م.

بعد تولي تحتمس الحُكم، تمردت النوبة ضد الحكم المصري. فوفقًا لسيرته الذاتية من مقبرة أحمس بن إبانا، سافر تحتمس إلى أعلى نهر النيل وقاتل شخصيًا في المعركة، وقتل الملك النوبي. بعد الانتصار، قام بتعليق جسد الملك النوبي على مقدمة مركبه، قبل أن يعود إلى طيبة. بعد تلك الحملة، قاد حملة ثانية ضد النوبة في عامه الثالث وفي أثنائها أمر بتجريف القناة عند الجندل الأول ـ التي قد بُنيت في عهد سيزوستريس الثالث من الأسرة الثانية عشر - من أجل تسهيل تدفق المياة التي تسير ضِدُّ التَّيَّار من مصر إلى النوبة. ساعد هذا في اندماج النوبة في الإمبراطورية المصرية. سُجلت هذه الحملة على نقشين منفصلين من قبل ابنه توري:
| تحتمس الأول | العام الثالث، الشهر الأول من الموسم الثالث، يوم 22، وتحت حكم جلالة ملك مصر العليا والسفلى، عح خبري الذي يُعطى الحياة. أمر جلالة الملك بحفر هذه القناة بعد أن وجد أنها توقفت عند الحجارة [بحيث] لم [تبحر السفينة فيه]؛ السنة 3، الشهر الأول من الموسم الثالث، يوم 22. أبحر جلالته خلال هذه القناة وبقوة عودته بعد الإطاحة بالصُعْلُوك الكوشي. | تحتمس الأول |

في السنة الثانية من عهد تحتمس، وقطع الملك لوحات تذكارية في طومبس (بالنوية)، الذي يسجل أنه بنى قلعة في طومبس، بالقرب من الشلال الثالث، وبالتالي تمدُد الوجود العسكري المصري، الذي توقف سابقًا في بوهين، عند الشلال الثاني بشكل دائم. هذا يدل على أنه خاض بالفعل حملة على سوريا؛ ومن هنا، ربما وقعت حملته على سوريا في بداية عامه الثاني بالحكم. كان الحملة الثانية ابعد ما وصل إليه حاكم مصري بحملة من جهة الشمال. على الرغم من أنه لم يعثر عليها في العصر الحديث، فقد وضع على ما يبدو حتى لوحة تذكارية عندما عبر نهر الفرات. خلال هذه الحملة، أعلن الأمراء السورين الولاء لتحتمس. بعد عودته، أوقف الضريبة المفروضه وبدأ إنشاء التحصينات ضد الغارات في المستقبل. احتفل تحتمس بانتصاراته باصتياده للفيله في منطقة نيا [الإنجليزية]، بالقرب من أفاميا بسوريا، وعاد إلى مصر مع حكايات غريبة من الفرات، «أن المياه مقلوب وتتدفق من المنبع بدلًا من أن تتدفق من المصب»، وبات نهر الفرات يُعرف «المياه المعكوسه».
واجهه تحتمس تهديد عسكري بتمرد نوبي آخر في سنته الرابعة. توسعت نفوذه حتى أقصى الجنوب، عُثِر على نقشًا يعود إلى فترة حكمه جنوبًا إلى كاراجوس، جنوب الشلال الرابع. بدأ خلال فترة حكمه عددًا من المشاريع التي انتهت فعليا باستقلال النوبة على مدى السنوات الـ 500 المقبلة. وسع معبد لسنوسرت الثالث وخنوم، في الجهة المقابلة للنيل من سمنة. عين أيضًا رجل يدعى الطيري بمنصب نائب الملك في كوش، والمعروف أيضا باسم «ابن الملك في كوش». مع ممثل مدني للملك بشكل دائم في النوبة نفسها، لم تثور النوبة بعد ذلك وتمت السيطرة بسهولة من قبل الملوك المصريين في المستقبليين.

## آثاره

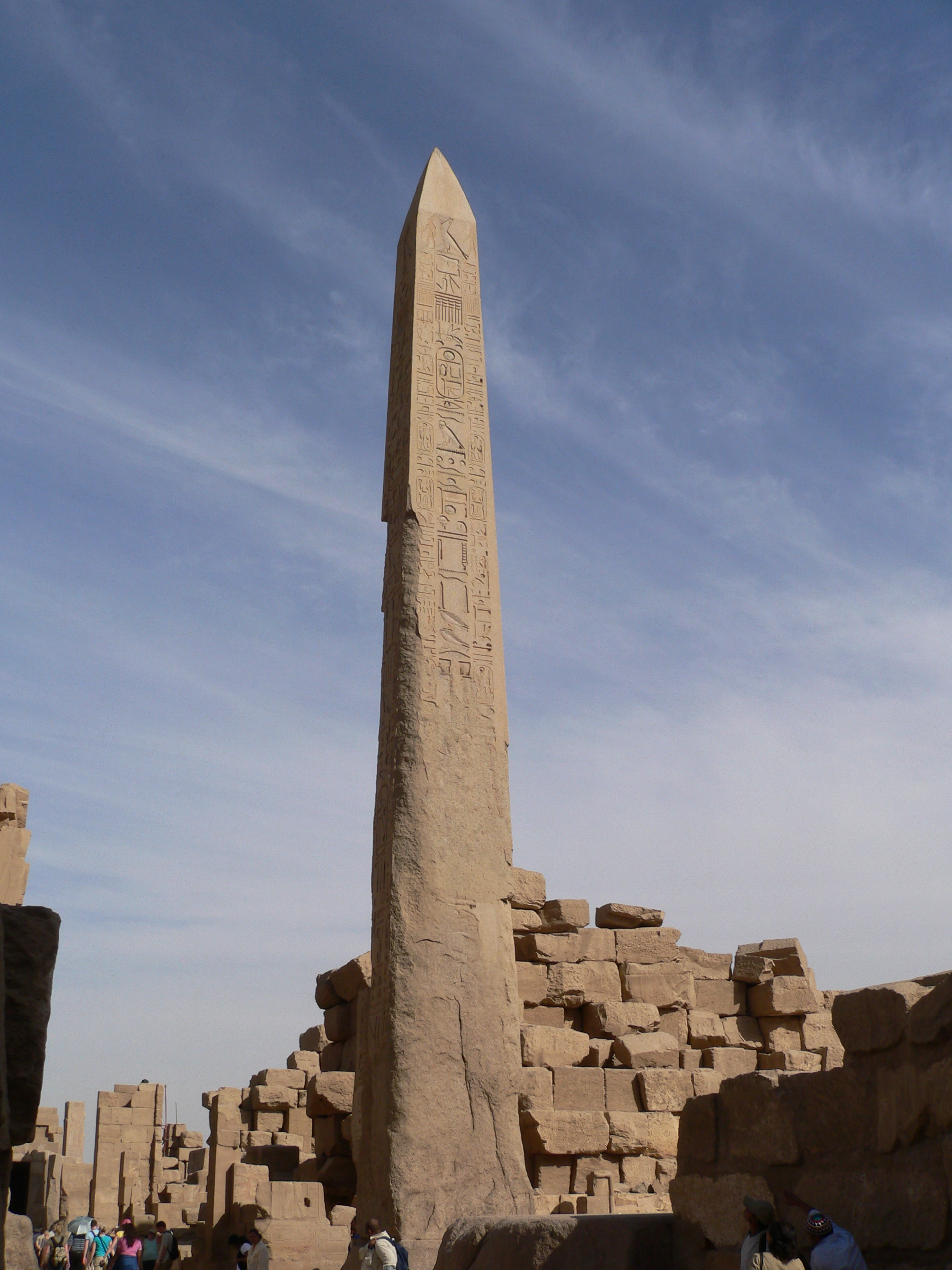
مسلة معبد الكرنك

بعد أن توسعت حدود ملك تحتمس الأول، قام بالاحتفال بما حققه من انتصارات فبنى قاعة فسيحة في معبد آمون بعد قيامه بتجديد وتعمير المعبد في طيبة.
وأقام مسلتين أمام البوابة الرابعة في معبد آمون لا تزال إحدهما قائمة بمعبد الكرنك، وقد صُنعتا من الجرانيت الذي أحضره تحتمس من مصر العليا محملا على قارب طوله حوالي 60 مترا وعرضه حوالي 22 مترا ويحمل كتلتان هائلتان من الجرانيت تبلغ كل منهما حوالي 22 متر طولا ومترين حول القاعدة وتزن حوالي 143 طن، كما شيد الصرحان الرابع والخامس في معبد الكرنك.
ومن لوحة أبيدوس يبدو أن تحتمس أضاف إلى معبد أوزوريس، وله آثار في الجيزة والفنتين وأرمنت ومنف وفي سيناء في منطقة شرابة الخادم.

## عائلته
أنجب تحتمس الأول من الملكة أحموس ابنته حتشبسوت وولديه أمون-مس ووازمس اللذين توفيا في سن صغير. كما أنجب من زوجته الثانية موت نفرت ابنه تحتمس الثاني. وأنجب أيضا العديد من الأبناء من زوجات أخريات. مات أولاده الذكور في حياته ولم يعش له إلا تحتمس الثاني الذي تزوج أخته من أبيه حتشبسوت.

## مقبرته

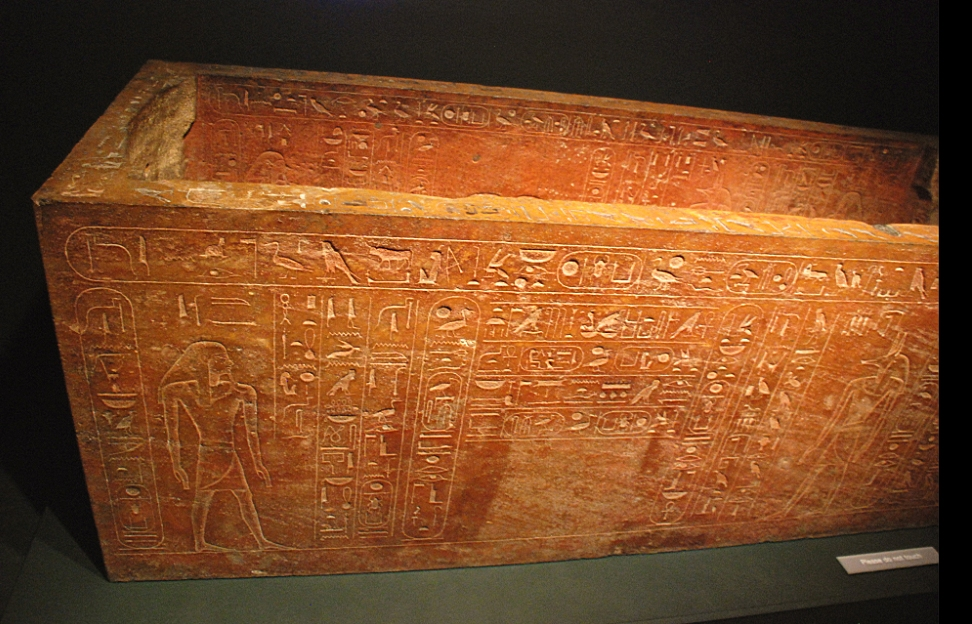
أعدت حتشبسوت هذا التابوت من حجر الكوارزيت لكي توضع فيه مومياء أبيها تحتمس الأول في المقبرة KV20، ويوجد هذا التابوت الآن بمتحف الفنون الجميلة ببوسطن.

توفى تحتمس الأول وهو في سن الخمسين تقريبا وقد دفن في وادي الملوك، ويعتبر أول ملك يدفن بهذا المكان بالمقبرة التي أعدها له إنني مدير أعماله وهي مكسوة بالجص ومنقوشة بنص قصير ملون عنوانه (رسائل الحجرة السرية) ويشتهر بعنوانه الفرعى (كتاب ما هو موجود في العالم السفلى)وهو مكتوب بالعلامات الهيروغليفية المتصلة، والمناظر بأشكال تخطيطية، ولم يتبق من هذه المقبرة سوى شظايا قليلة، ثم نقل جثمانه بعد ذلك ببضع سنين إلى قبر ابنته حتشبسوت الذي أعدته لها ولوالدها، وتوجد مومياؤه الآن في المتحف المصري، وتظهر الفحوصات التي تمت على مومياؤه انه كان يعانى من التهاب المفاصل الروماتيزمى وانه في وقت ما من حياته اصيب بكسر في الحوض.

## اقرأ أيضا
- حتشبسوت
- سنموت
- تحتمس الثالث
- الدير البحري
- اسم ذهبي